# اوه آه رین
اوه آه رین (کره‌ای: 오아린؛ زادهٔ ۲ مه ۲۰۱۱) بازیگر اهل کره جنوبی است. او حرفه بازیگری خود را در سال ۲۰۱۵ آغاز کرد و از آن زمان تاکنون در فیلم‌ها و مجموعه‌های تلویزیونی مختلفی ایفای نقش کرده است. او در مجموعه‌های تلویزیونی همچون آخرین ملکه و پادشاهی و فیلم‌هایی از جمله تریک و برادر کوچک من بازی نقش کرده است. در سال ۲۰۲۱، او در مجموعه تلویزیونی طلوع ماه در رودخانه ایفای نقش کرده است.

## فیلم‌شناسی

### مجموعه تلویزیونی
| سال     | عنوان                   | نقش                 | توضیحات   | منابع  |
| ------- | ----------------------- | ------------------- | --------- | ------ |
| ۲۰۱۶    | واحد ۳۸                 | بچه‌ای در فروشگاه    |           | [ ۵ ]  |
| ۲۰۱۶    | همیشه بهار              | جوانی جو سه اون     |           | [ ۵ ]  |
| ۲۰۱۶    | گابلین                  | بچه‌ای در بیمارستان  |           | [ ۵ ]  |
| ۲۰۱۷    | دو بونگ سون قدرتمند     | دختر بادکنک         |           | [ ۵ ]  |
| ۲۰۱۷    | گروه خواهران            | جین هونگ شی         |           |        |
| ۲۰۱۷–۱۸ | ادیسه کره‌ای             | لی سو جونگ          |           |        |
| ۲۰۱۸    | اول باید ببوسیم؟        | لی جی هو            |           | [ ۶ ]  |
| ۲۰۱۸    | درباره زمان             | یون آه این          |           | [ ۷ ]  |
| ۲۰۱۸    | زندگی در مریخ           | یونگ جو             |           | [ ۷ ]  |
| ۲۰۱۸    | آخرین ملکه              | آه رین              |           | [ ۸ ]  |
| ۲۰۱۹    | به آرامی ذوبم کن        | ما سو یون           |           | [ ۹ ]  |
| ۲۰۱۹    | وی‌آی‌پی                  | ها ریم              | حضور ویژه | [ ۱۰ ] |
| ۲۰۱۹–۲۰ | پادشاهی                 | خواهر کوچکتر دوک یی |           | [ ۷ ]  |
| ۲۰۲۱    | طلوع ماه در رودخانه     | وول یی              |           | [ ۴ ]  |
| ۲۰۲۱    | در دوردست، بهار سبز است | جوانی کیم سو بین    |           | [ ۲ ]  |